# Ange-Félix Patassé
Ange-Félix Patassé (Paoua, 25 gennaio 1937 – Douala, 5 aprile 2011) è stato un politico centrafricano,  Primo ministro dell'Impero Centrafricano e della Repubblica Centrafricana dal 1976 al 1978 e Presidente della Repubblica Centrafricana dal 1991 al 2003.

## Incarchi ministeriali
Ange-Félix Patassé è stato oltre a primo ministro e presidente:
- Ministro dello sviluppo (1º gennaio 1966 - 5 aprile 1968)
- Ministro dei trasporti e dell'energia (5 aprile 1968 - 17 settembre 1969)
- Ministro di Stato dello sviluppo, del turismo, dei trasporti e dell'energia (17 settembre 1969 - 4 febbraio 1970)
- Ministro di Stato dell'agricoltura, della zootecnia, delle acque, delle foreste, della caccia, del turismo e dei trasporti (4 febbraio 1970 - 25 giugno 1970)
- Ministro di Stato dello sviluppo (25 giugno 1970 - 19 agosto 1970)
- Ministro di Stato dei trasporti e del commercio (19 agosto 1970 - 25 novembre 1970)
- Ministro di Stato dell'organizzazione del trasporto su strade, fiumi e aria (25 novembre 1970 - 19 ottobre 1971)
- Ministro di Stato dell'aviazione civile (19 ottobre 1971 - 13 maggio 1972)
- Ministro di Stato delegato dal Presidente della Repubblica dello sviluppo rurale (13 maggio 1972 - 20 marzo 1973)
- Ministro di Stato della sanità pubblica e degli affari sociali (20 marzo 1973 - 16 ottobre 1973)
- Ministro di Stato delegato dal Presidente della Repubblica delle missioni (16 ottobre 1973 - 1º febbraio 1974)
- Ministro di Stato del turismo, delle acque, delle foreste, della caccia e della pesca (15 giugno 1974 - 4 aprile 1976)
- Ministro di Stato per dell'agricoltura e consigliere del Capo dello Stato (10 aprile 1976 - 24 maggio 1976)
- Ministro di Stato del Turismo, dell'acqua, delle foreste, della caccia e della pesca (24 maggio 1976 - 4 settembre 1976)